# Moskovitische Periode der altrussischen Literatur
Die Moskovitische Periode  der Altrussischen  Literatur beginnt mit dem Aufstieg Moskaus als neues Herrschaftszentrum im 15. Jahrhundert und endet mit der Öffnung des Landes nach Westen durch Peter den Großen zur Wende vom 17. zum 18. Jahrhundert.
Die Literatur dieser Zeit, die zum größten Teil von orthodoxen Mönchen verfasst wurde, dient vor allem der Legitimierung und Verherrlichung der wachsenden Macht von Staat und Kirche, der Untermauerung der Theorie von Moskau als „Drittes Rom“ nach dem Untergang des Byzantinischen Reiches 1453.
So lassen sich im moskovitischen Staat literarische Tendenzen ausmachen, wie sie für das Byzanz des 10. Jahrhunderts unter Kaiser Konstantin VII. Porphyrogennetos typisch waren. Dazu gehört einerseits die Überwucherung des biographischen Inhalts der Heiligen- und Fürstenviten durch pathetische Rhetorik, andererseits eine enzyklopädische Sammelarbeit, als deren Ergebnisse u. a. umfassende historische oder moraltheologische Kompilationen entstanden.

## Die Heiligen- und Fürstenviten
Durch die zunehmenden Kontakte mit Byzanz und dem Balkan nach dem Ende des Tatarenjochs konnten vermehrt neue literarische Einflüsse nach Russland eindringen. Russische Mönche, die zum Studium etwa das Studion-Kloster in Konstantinopel oder die Klöster auf dem Berg Athos besuchten, mehr noch aber südslawische Hagiographen, die nach Norden auswanderten, brachten einen völlig neuen Stil in die russische Hagiographie. Zu den wichtigsten Vertretern dieser blumigen Stils, der auf den byzantinischen Hagiographen Symeon Metaphrastes zurückgeht und im 14. Jahrhundert von Vertretern einer hesychastischen Strömung wie Gregorios Palmas wieder aufgegriffen wurde, gehören etwa der aus dem bulgarischen Tarnowo stammende Grigorij Camblak oder sein älterer Freund und Verwandter Kiprian. Letzterer schrieb 1390 als Metropolit von Moskau die Vita von Petros, dem ersten Metropoliten von Moskau vollkommen um und gab damit das Signal zu einer stilistischen Umarbeitung der gesamten hagiographischen Literatur.
Charakteristisch für diesen neuen auch als „Wortgeflecht“ (slovopletenie) bezeichneten Stil ist der wuchernde Gebrauch von kunstvollen rhetorischen Figuren, hinter dem das biographische Tatsachenmaterial völlig in den Hintergrund tritt. Es geht nun nicht mehr wie in der Prämoskovitischen Periode der altrussischen Literatur um eine einfache Lebensbeschreibung, sondern um die Verherrlichung der Helden der Viten. Hier beginnen die Einleitung und die abschließende Lobpreisung eine immer größere Rolle zu spielen. In der Einleitung beginnt der Schreiber nicht selten tatsächlich bei Adam und Eva, um die direkte Abstammung seines Helden von wichtigen Heiligen oder Herrschern darzulegen. In der Lobpreisung wird durch die Beschreibung der Helden- oder Wundertaten und der Wunder, die sich nach dem Tod des Beschriebenen ereignet haben, seine Heiligkeit noch einmal betont.
Ganz neu ist auch, dass nun der Hagiograph zum ersten Mal aus der Anonymität heraustritt. Es wird nun unter den Schreibern üblich, Anmerkungen zur eigenen Biographie oder eigene philosophische Überlegungen in die Viten einfließen zu lassen. Diese Praktik findet sich zum ersten Mal bei Kiprian und wird vom aus Serbien eingewanderten Pachomi Serb (Logofet) besonders gepflegt.
Die Helden der Viten sind zumeist nicht bereits kanonisierte Heilige, sondern Männer, die für Staat oder Kirche große Dienste geleistet haben und deren Heiligung dazu beitragen kann, die eng verflochtene Macht von Staat und Kirche weiter zu festigen. So ist es kein Wunder, dass die Grenze von Fürstenviten und Heiligenviten verschwimmt und auch die „Geschichtsschreibung“ von dem neuen Huldigungsstil erfasst wird. Ein typisches Beispiel für diese Klerikalisierung der Fürstenbiographien, die schon in der tatarischen Periode begonnen hat, ist die Vita Vom Leben und Tod des Großfürsten Dimitrij Iwanowitsch, des russischen Zaren, deren Autorschaft nicht eindeutig geklärt ist.
Die Helden der Viten aus der kirchlichen Sphäre sind nicht selten selbst Hagiographen, deren Leben von ihren eigenen Schülern gehuldigt wird. So pries etwa Jepifani Premudry seine beiden Lehrer in der Vita des Stephan von Perm und der Vita des Sergius von Radonesch.

## Enzyklopädische Bestrebungen im 16. Jahrhundert
Die Selbstdarstellung der moskovitischen Herrschaft als prunkvoller Endpunkt der historischen Entwicklung wollte es auch, dass vor allem unter der Herrschaft Iwans des IV. in verschiedenen Bereichen die wichtigsten literarischen Zeugnisse zu umfassenden Kompilationen zusammengefasst wurden. Die treibende Kraft bei vielen dieser Unternehmungen war der Metropolit Makarij. Er war der Initiator der verschiedenste kirchliche Texte versammelnden Großen Lesemenäen, des Moralkodex Stoglav, sowie des Stufenbuchs – einer Sammlung von Herrscherviten. Er hatte wohl auch Einfluss auf die Zusammenstellung des Azbukovnik, einer Enzyklopädie, die vor dem Hintergrund der moskovitisch-autokratischen Ideologie das Wissen der Zeit versammelte, sowie des Domostroj, einer auf dem System der Staatsführung begründeten Anleitung zur Haushaltsführung.
Eine Reihe von historischen Kompilationen sollte die Geschichte als logische Entwicklung von der Schöpfung bis hin zum Moskovitischen Reich als Vollendung und Höhepunkt darstellen. Dazu gehören der mit dem Jahr 1541 endende Auferstehungskodex, der Nikon-Kodex (abgeschlossen 1558) und der Lvovskij Kodex (abgeschlossen 1560). Die beiden letzten bildeten die Grundlage für die von Iwan IV. gewünschte Illustrierte Chronik, welche außerdem noch die Bibel, übersetzte byzantinische Chroniken, die Altrussische Chronik, den Alexanderroman und die Schilderung des Trojanischen Krieges enthielt.
Zu den historischen Großwerken gehört auch das oben erwähnte Stufenbuch sowie die Weiterführung des 1442 von Pachomij Logofet geschaffenen Chronographen.
siehe auch: Großfürstentum Moskau